# سید پودفوت
سید پودفوت (به انگلیسی: Syd Puddefoot) بازیکن فوتبال زادهٔ ۱۷ اکتبر ۱۸۹۴ اهل کشور انگلستان که سابقهٔ بازی در تیم ملی فوتبال انگلستان را در کارنامهٔ خود دارد. وی در تاریخ ۲۴ اکتبر ۱۹۲۵ نخستین بازی ملی خود را در مقابل تیم ملی فوتبال ایرلند شمالی انجام داد و با حضور در ۲ بازی ملی، در تاریخ ۱۷ آوریل ۱۹۲۶ واپسین بازی ملی‌اش را در برابر تیم ملی فوتبال اسکاتلند برگزار کرد.